# Corydalis pseudoimpatiens
Corydalis pseudoimpatiens är en vallmoväxtart som beskrevs av Friedrich Karl Georg Fedde. Corydalis pseudoimpatiens ingår i släktet nunneörter, och familjen vallmoväxter. Inga underarter finns listade i Catalogue of Life.